# Halloween Twins, jetzt hexen sie doppelt
Halloween Twins, jetzt hexen sie doppelt ist es US-amerikanischer Familienfilm von Stuart Margolin aus dem Jahr 1993.

## Handlung
Auf einer Halloween Party bekommen die Farmer-Zwillinge Kelly und Lynn von dem Clown Oscar einen Zauberstab geschenkt. Da er nur einen hat, müssen sie sich diesen teilen. Davon sind die beiden gar nicht begeistert, denn sie müssen „immer“ alles teilen.
Da das Geschäft ihres Vaters Don nicht sehr gut läuft, möchte er sich Geld von seiner Tante Agatha leihen. Diese denkt aber gar nicht daran, der Familie zu helfen. Von einem Totengräber erfahren Kelly und Lynn, dass die Tante genau wie sie ein Zwilling ist. Sie hat als Kind einen magischen Mondstein gefunden und diesen nicht mit ihrer Schwester Sophia geteilt. Agatha teilte von da an nie mehr etwas mit ihr und als Sophia Agatha verlassen wollte, wurde sie böse und hat Sophia in einen Spiegel verbannt. 
Die Zwillinge beschließen, fortan alles miteinander zu teilen und sie wollen der guten Tante Sophia helfen. Also machen sie sich auf die Suche nach dem Mondstein, denn dieser kann den Fluch brechen. Doch sie haben nur bis Mitternacht zu Halloween Zeit, da dann der Fluch ewig gültig wird.
Die beiden überlisten ihre Eltern, indem sie ihre Halloweenkostüme mit anderen Kindern tauschen und ziehen los. Auf der abenteuerlichen Suche nach dem Mondstein hilft ihnen der Zauberstab, da in ihm tatsächlich etwas Zauberkraft steckt. Außerdem werden sie von Mr. N, einem Obdachlosen, der gerne reich sein möchte, unterstützt. Auch der kleinwüchsige Zauberclown Oscar und der etwas feige Totengräber helfen ihnen. 
Nach einigen Verwicklungen gelingt es ihnen schließlich die Tante Sophia zu befreien, während die böse Tante Agatha dafür in den Spiegel verbannt wird. Mr. N hat gelernt, dass Geld nicht alles ist; Oscar versteht, dass man auch ohne körperliche Größe großartig sein kann, während der Totengräber gelernt hat, dass man ruhig Angst haben, aber trotzdem seinen Mann stehen kann.

## Kritiken
„Das moderne Märchen ist mit sanftem Grusel und naiver Spaßhaftigkeit nicht ungeschickt für ein junges Publikum aufbereitet. Nur sehr kleine Kinder mögen von den Hexenkünsten verunsichert werden.“

  Lex. des Internat. Films 
„Gruselfilm für sehr junge Kinder. Regisseur Stuart Margolin („Neon Rider“) mischt Zitate aus klassischen Märchen kunterbunt mit abgemilderten Horrormotiven. Die schauspielerische Begabung der knapp fünfjährigen Hauptakteure hält sich in entsprechendem Rahmen. Filmfreunde, die von sprücheklopfenden Kleinkindern nicht genug kriegen können, verstärken zwar die potentielle Kundschaft, doch die Qualitäten eines „Dennis“ oder „Kevin“ werden hier zu keinem Zeitpunkt erreicht.“

  video.de 

## Auszeichnungen
Mary-Kate Olsen und Ashley Olsen gewannen im Jahr 1994 den Young Artist Award. Richard Bellis wurde 1994 für die Musik für den Emmy Award nominiert.